# Simmersberg
Der 780,8 m ü. NHN hohe Simmersberg bei Schnett (Gemeinde Masserberg) im Landkreis Hildburghausen ist der Hauptgipfel eines verzweigten Bergrückens, der sich an der Nahtstelle zwischen Thüringer Wald und Thüringer Schiefergebirge von Richtung Masserberg nach Südwesten zieht und durch die Täler der Schleuse (im Nordwesten) und deren Nebenfluss Biber (im Süden) begrenzt wird.
Weitere Nebengipfel des Bergrückens sind Hohe Warth (718 m) im Westen, Kohlberg (718 m) im Südwesten, Schnetter Berg (757 m) im Norden und Höheberg (780 m) im Nordosten.
Der 740 m hohe Holzberg, der sich 2 km nordöstlich an den Schnetter Berg bzw. nördlich an den Höheberg anschließt, ist indes durch ein tiefes Tal von den Simmersberg-Gipfeln getrennt und muss als eigenständiger Berg angesehen werden.

## Aussicht
Da der Gipfel des Simmersberges, auf dem sich ursprünglich ein Gasthof, jetzt eine Jugendherberge befindet, weitgehend unbewaldet ist, bietet der Berg einen weiten Ausblick in alle Himmelsrichtungen, ohne dass ein Turm bestiegen werden müsste.
Bei guter Sicht sind die Umrisse der Rhön im Westen sichtbar und die weniger hohen Haßberge im Süden.
Noch deutlich außerhalb des Thüringer Waldes, jedoch bereits etwas näher liegt im Westen der gut 30 km entfernte Dolmar bei Meiningen (740 m) und im Südwesten die 25 km entfernten Gleichberge (642 und 679 m) – alle drei erkennbar vulkanischen Ursprungs.
Links bzw. östlich davon liegen die Burgruine Straufhain (449 m) und die Veste Coburg (464 m).
Nördlich (rechts) des Dolmar kann man bei guter Fernsicht im Nordwesten die Umrisse des 52 km entfernten Pleß (645 m) im äußersten Nordosten der Vorderen Rhön erkennen.
Unmittelbar rechts davon schließen sich in 14 bis 20 km Entfernung – und damit auch bei mittelprächtiger Sicht gut erkennbar – die höchsten Erhebungen des Thüringer Waldes an:

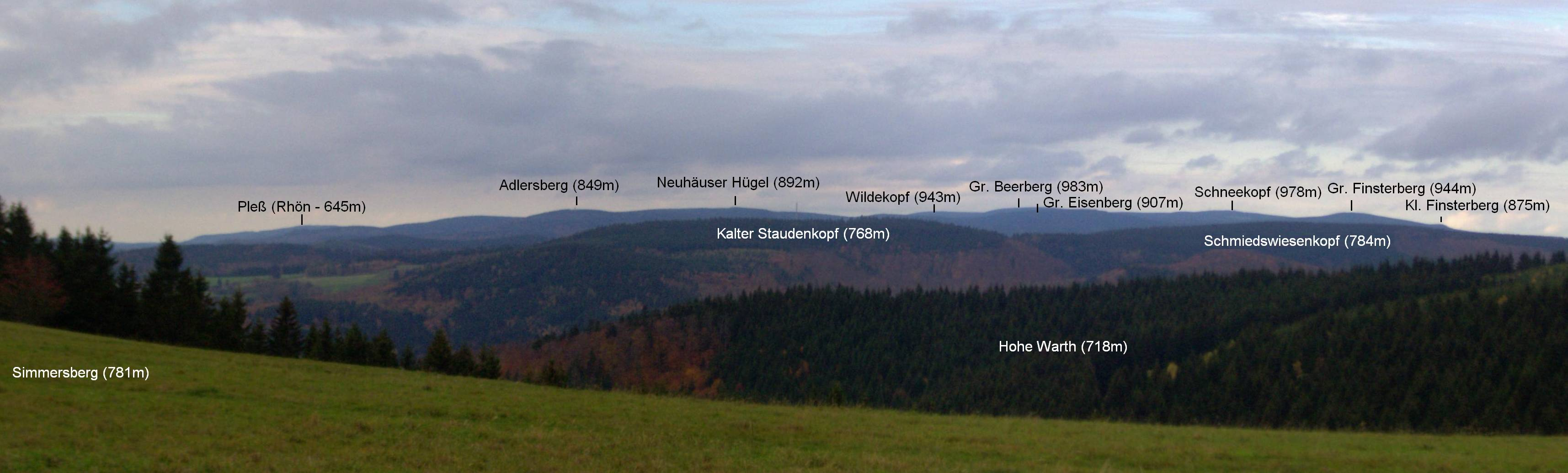
Blick auf die höchsten Berge des Thüringer Waldes: Adlersberg (849,9 m) mit Neuhäuser Hügel (891 m), Wildekopf (943 m), Großer Beerberg (teils verdeckt, 983 m), Großer Eisenberg (907 m), Schneekopf (978 m), Großer (944 m) und Kleiner Finsterberg (875 m); im Vordergrund Kalter Staudenkopf (768 m) und Schmiedswiesenkopf (784 m) – der Große Riesenhaupt (764 m) bei Frauenwald und der Große Hundskopf (824 m) bei Allzunah schlössen sich rechts an – sowie der Nebengipfel Hohe Warth (718 m); links im Hintergrund der 52 km entfernte Pleß (645 m) in der Vorderen Rhön

Im Osten liegt die nahe Rennsteigwarte auf dem Eselsberg (841,5 m) bei Masserberg, im Südosten das Luftlinie nur 3 km entfernte, jedoch durch das tiefe Bibertal getrennte Bergdorf Waffenrod/Hinterrod mit Klingeberg (677,2 m), Eckartsberg (760,4 m) und Grendel (787,2 m).
|  |  |  |

|  |  |